# Krimhilda
Krimhilda je bila po legendama burgundska kraljevna. U izvorima ju se spominje pod imenoma Kriehhilda, Krimhilda). 
Po legendi bila je kćer burgundskog kralja Gebike. Imala je braću Gundahara,  Gizelhera i Gundomara.
Spominje ju srednjogornjonjemačka Pjesma o Nibelunzima gdje je jednom od glavnih likova. Ondje se spominje pod imenom kao Krimhilda. Nordijska ju mitologija (Saga o Völsunzima) naziva imenom Gudrun (Gudhrun Gjúkadottir).
Povijesno se temelji na liku Ildikó, supruzi hunskog kralja Atile (Etzela) koji je umro prve bračne noći 453. godine.
Krimhilda se spominje i u pjesmi Ružičnjak u Wormsu (Rosengarten zu Worms). U legendi o Divljem lovu znana je kao Guro Rysserova.